# Poli Díaz (videojuego)
Poli Díaz (también conocido como Poli Díaz: El Potro de Vallecas, Poli Díaz Boxeo, Boxing Simulation) es un simulador de boxeo desarrollado en el año 1990 por la empresa española Opera Soft y su sello Opera Sport, fue desarrollado por Cande Software.  El juego, que tiene como imagen al famoso boxeador español Policarpo Díaz Arévalo, está desarrollado con una novedosa perspectiva 3D ya antes utilizada por la casa en su clásico de 1987 La Abadía del Crimen, lo que le llevó a competir con el otro gran juego de boxeo existente hasta aquel entonces, el clásico Rocky, en un momento en el que el mercado del videojuego español en 8 bits, tan importante durante los años 80, empezaba ya a declinar. 

## Versiones
Programado originalmente para Sinclair ZX Spectrum, posteriormente se realizarían sendas versiones para diferentes plataformas de 8 bits y PC con ciertas mejoras gráficas pero manteniendo el fondo del juego original:
- Sinclair ZX Spectrum: Versión original del videojuego a partir de la cual se desarrollaron las dos posteriores para 8 bits.
- Amstrad CPC: Es la más pobre de las versiones en cromatismo pues utiliza los gráficos del Sinclair ZX Spectrum pero con el modo de cuatro colores.
- Amstrad PCW (Schneider Joyce): Opera Soft optó por sacar el juego para este equipo como la mayoría de ellos.
- MSX: Portada directamente de la versión Sinclair ZX Spectrum.
- PC: Utilizando la tecnología de las tarjeta gráfica VGA y de sonido AdLib se consiguió una mayor profundidad crómatica y una mejor apariencia gráfica, aunque en esencia seguía siendo el mismo programa para 8 bits original.

## Instrucciones
Si estamos en la opción de un jugador, antes de empezar el combate, aparecerá en que campeonato vamos a participar y las fichas de los contrincantes, tanto de nuestro boxeador, como del contrario.

### El juego
En la opción un jugador, lucharemos contra varios adversarios controlados por el ordenador, hasta alcanzar el cinturón unificado de campeón del mundo del peso ligero. Antes de poder participar en cualquier competición, debemos entrenar con el sparring que nos ha asignado nuestro entrenador (Ricardo Sánchez Atocha), para que este pueda considerar tus capacidades pugilísticas y determinar si estás calificado o no para luchar profesionalmente con los mejores pesos ligeros del mundo. 
Una vez que estemos suficientemente preparados para luchar, aspiraremos al título de España, luchando con el campeón Rafael Sánchez Muñoz. Después intentaremos conquistar el título de Europa que deberemos defender ante otros aspirantes que intentarán arrebatárnoslo, si conseguimos superar todos los combates con acierto podremos disputar un combate definitivo por el título mundial, ¿serás capaz de conseguirlo?
Cada combate puede acabar de cuatro formas:
a) KO: Si un boxeador al caer no es capaz de levantarse antes que el árbitro cuente hasta diez.
b) KO TÉCNICO: Si un boxeador ha caído tres veces a la lona en un mismo asalto, aunque consiga levantarse en todas ellas.
c) POR PUNTOS: Si el combate finaliza sin que ninguno de los dos contrincantes haya vencido, los jueces contarán la puntuación, que decidirá quien ha ganado el combate, o si este ha sido nulo.
d) TIRANDO LA TOALLA: Si nos sentimos incapaces de seguir el combate.
Si en algún combate eres derrotado por algún adversario, en cumplimiento de lo decretado por la Federación Internacional de Boxeo, perderás todos los títulos que hayas logrado, con lo que deberás volver a empezar desde el principio, tu carrera pugilística.

### El marcador
En el marcador se irán anotando las incidencias del combate. A ambos lados podremos ver las fotografías de los púgiles. Cuando un púgil va a lanzar un golpe se iluminará la parte de la fotografía del contrincante al que va dirigido el golpe, cosa que nos será útil para poder defendernos de los ataques de nuestro enemigo.
En la parte inferior de las fotos de los púgiles hay unos marcadores que indican la energía que les resta a cada boxeador, cayendo a la lona cuando esta se les haya acabado.
Al lado de la foto de Poli hay un marcador que indica el asalto (round) en el que nos encontramos, o bien la cuenta atrás cuando haya un boxeador en la lona.
El otro marcador indica el tiempo que resta para el fin del asalto (time).
Al lado de los boxeadores también hay unos iconos que sirven para representar si el boxeador esta en modo ataque o defensa.

### Movimientos
Nos podremos mover por todo el ring usando los controles que hallamos elegido para izquierda, derecha, arriba y abajo.
Para llevar a cabo el combate existen dos modos. Estos son: ATAQUE Y DEFENSA.
Los seleccionamos pulsando el botón de disparo sin movernos hacia ninguna dirección. El modo en que estemos (ataque o defensa) se representa en el icono próximo a nuestro boxeador.

## Sistema anticopia
Algunas versiones de este juego tenían la novedad de incluir un sistema anticopia a base de códigos en el cual a través de una lámina transparente de color rojo podían leerse una secuencia de cuatro letras griegas que daban acceso al juego.

## Precio
Como curiosidad hemos de decir que el precio original del juego a su salida al mercado en 1990 era de:
- Casete: 1.200 ptas.
- Disquete: 2.250 ptas.
- PC: 2.850 ptas.
- Opera Super Sports: 2.650 ptas.